# 최윤호 (농구 선수)
최윤호(1986년 4월 25일~ )는 대한민국의 농구선수이며, 포지션은 포워드이다.
2008-2009 프로농구 신인드래프트에서 2라운드 3순위로 울산 모비스 피버스에 지명되었다. 그리고 2011년에 원주 DB 프로미로 이적한 뒤에 2016년에 서울 삼성 썬더스로 이적했다. 별 다른 활약 없이 2019년 5월에 웨이버 공시 당했다.

## 경력
- 2009년~2011년 5월 울산 모비스 피버스
- 2011년 6월~2016년 5월 원주 동부 프로미
- 2013년 4월~2015년 2월 상무 농구단
- 2016년 5월~2019년 5월 서울 삼성 썬더스

## 수상
- 2008 제45회 전국대학농구연맹1차전 최우수선수상